# بورس مسقط
بورس مسقط (عربی: سوق مسقط للأوراق المالية) بازار بورس اوراق بهادار عمان است، که در سال ۱۹۸۸ تأسیس شد.